# Meritaton Taixerit
Meritaton Taixerit (s. XIV aC) va ser una princesa egípcia de la XVIII dinastia. Probablement era la filla de Meritaton, la filla gran del faraó Akhenaton i de la Gran Esposa Reial Nefertiti. El seu nom significa "Meritaton la Jove".
Malgrat intuir qui era la seva mare, es debat la identitat del pare. Hi ha qui creu que no és altre que el propi pare de Meritaton, Akhenaton, o l'efímer faraó Semenkhare (1335/3 aC aprox.), del qual Meritaton n'era la Gran Esposa Reial. Atès que tant Meritaton Taixerit com l'altra princesa Ankhesenaton Taixerit apareixen exclusivament en textos que esmenten Kiya, una esposa secundària d'Akhenaton, per tant és possible que fossin filles d'aquesta parella. També s'ha especulat que fossin personatges ficticis que servissin per a substituir la veritable filla de Kiya, probablement la princesa Baketaton. Tanmateix a Baketaton se la considera generalment filla d'Amenofis III i de la reina Tiy i, per tant, la germana d'Akhenaton.
Es desconeix el destí d'aquesta princesa. La referència al déu Aton dins del seu nom (que significa "Estimada per Aton") suggereix que potser era filla d'Akhenaton, ja que els seus successors van acabar amb la reforma religiosa atenista per tornar a les divinitats tradicionalsi a partir d'aquell moment totes les referències a Aton van desaparèixer de l'onomàstica.